# Heptanthura novaezealandiae
Heptanthura novaezealandiae is een pissebed uit de familie Expanathuridae. De wetenschappelijke naam van de soort is voor het eerst geldig gepubliceerd in 1978 door Kensley.